# Eine Alpensinfonie (Strauss)
Eine Alpensinfonie is een symfonisch gedicht, gecomponeerd in 1911-1915 door Richard Strauss en opgedragen aan graaf Nicolaus Seebach (intendant van de Semperoper in Dresden). De eerste schetsen dateren al uit 1899. Het werk ging in première op 28 oktober 1915 in Berlijn. De componist zelf dirigeerde de Hofkapelle Dresden.
Er zijn meer dan 100 instrumenten voorgeschreven, waaronder een orgel, een windmachine en koebellen. Alhoewel Strauss het een symfonie noemt, heeft het niet de gebruikelijke vierdelige structuur, maar gaat het om een doorgecomponeerd werk waarin de delen zonder onderbreking in elkaar overgaan.

## Achtergrond
Als tiener maakte Strauss in 1879 met een groep een lange wandeling door de Alpen naar de top van de Heimgarten. Ze hadden mooie uitzichten, maar de natuur liet ook zijn gevaarlijke kant zien. Zo moesten ze vluchten voor een hevig onweer. Dit inspireerde Strauss om er later een compositie van te maken die dit avontuur op realistische wijze verbeeldt.

## Programma
De compositie duurt ongeveer 50 minuten. Strauss voorzag deze programmamuziek van een minutieuze beschrijving van de 22 onderdelen. Het begint zachtjes, voor zonsopgang. Het 'opkomen' der muziek gaat net zo geleidelijk als wanneer de zon opkomt. Uiteindelijk staat de zon triomfantelijk hoog aan de hemel. De wandelaars passeren een waterval. Later zorgt mist voor een sprookjesachtig beeld. Ze verlaten het woud en ontmoeten schaapherders. We horen koebellen. Het avontuur neemt een wending als de wandelaars verdwalen. Uiteindelijk bereiken ze toch de top, alwaar zij een glorieus panorama aanschouwen. Maar dan krijgt de bewolking de overhand. Vanuit de verte begint het te rommelen. De wandelaars vluchten de berg af, terwijl het nader bij gekomen onweer in alle hevigheid losbarst. Terwijl zij afdalen worden delen van de muziek herhaald, in omgekeerde volgorde. Tegen de tijd dat ze beneden aankomen is de rust weergekeerd; de zon gaat onder en de maan komt op. Het einde is net zo zacht als het begin. Daarmee is de cirkel rond.

## Onderdelen
1. Nacht (Nacht)
2. Sonnenaufgang (Zonsopkomst)
3. Der Anstieg (De beklimming)
4. Eintritt in den Wald (Betreden van het woud)
5. Wanderung neben dem Bache (Wandeling langs de kreek)
6. Am Wasserfall (Bij de waterval)
7. Erscheinung (Verschijning)
8. Auf blumigen Wiesen (Op bloemrijke weiden)
9. Auf der Alm (Op de Alpenweide)
10. Durch Dickicht und Gestrüpp auf Irrwegen (Door struikgewas en kreupelhout op dwaalwegen)
11. Auf dem Gletscher (Op de gletsjer)
12. Gefahrvolle Augenblicke (Gevaarlijke momenten)
13. Auf dem Gipfel (Op de bergtop)
14. Vision (Visioen)
15. Nebel steigen auf (Mist trekt op)
16. Die Sonne verdüstert sich allmählich (De zon verduistert)
17. Elegie (Klaagzang)
18. Stille vor dem Sturm (Stilte voor de storm)
19. Gewitter und Sturm, Abstieg (Onweer en storm, afdaling)
20. Sonnenuntergang (Zonsondergang)
21. Ausklang (Tot rust komen)
22. Nacht (Nacht)

## Bezetting
In het symfonieorkest is een indrukwekkend aantal muziekinstrumenten nodig, en ongeveer 130 orkestleden. Sommige instrumenten worden zelden gebruikt.
- 2 fluiten
- 2 piccolo's
- 2 hobo's
- Engelse hoorn
- Heckelfoon
- 4 klarinetten (3 soorten)
- 3 fagotten en contrafagotten
- 4 hoorns
- 4 tenor tuba's ("Wagner tuba's")
- 4 trompetten
- 4 trombones
- 2 bastuba's
- Pauken
- Windmachine
- Dondermachine
- Klokkenspel
- Cymbalen
- Basdrum
- Snaardrum
- Triangel
- Koebellen
- Tam-tam
- Orgel
- Celesta
- 18 violen 1
- 16 violen 2
- 12 altviolen
- 10 cello's
- 8 contrabassen

Plus buiten het orkest:
- 12 hoorns
- 2 trompetten
- 2 trombones

Plus Optioneel:
- 2 fluiten
- 2 hobo's
- 2 clarinetten
- 2 harpen[3].

## Opnames
Er zijn tal van opnames op grammofoonplaat en compact disc uitgebracht, en er is een film op dvd waarbij de muziek wordt gecombineerd met bijpassende beelden uit de Alpen. 